# ブルーノ・スクリーニ
ブルーノ・スクリーニ（Bruno Zuculini, 1993年4月2日 - ）は、アルゼンチン・ブエノスアイレス州出身のサッカー選手。ラシン・クラブ所属。ポジションはミッドフィールダー。
同じくサッカー選手のフランコ・スクリーニは実兄。

## クラブ経歴
ラシン・クラブのユースチームでキャリアをスタートさせ、2010年2月13日、クラブ・デ・ヒムナシア・イ・エスグリマ・ラ・プラタ戦でプロデビューを果たした。
2014年2月13日、同年の夏からマンチェスター・シティFCに移籍することが合意し、8月8日に正式にクラブの一員となった。加入2日後のFAコミュニティ・シールドに途中出場しシティでのデビューとなったが、チームはアーセナルFCに敗れた。同月14日、バレンシアCFへ期限付き移籍することが決定した。しかし、バレンシアでは1試合の出場に留まり、2015年1月30日にレンタルを打ち切り、直後にコルドバにレンタル移籍した。
2016年8月29日、ラージョ・バジェカーノにレンタル移籍した。
2017年1月20日、セリエBのエラス・ヴェローナにレンタル移籍した。セリエBで16試合に出場し、セリエA昇格に貢献し、2017年7月11日に完全移籍した。
2024年1月9日、1年間の契約延長オプションを含む2025年までの契約で、ラシン・クラブに10年ぶりに復帰した。背番号は兄のフランコ・スクリーニがラシンでデビューした際に着用し、自身もマンチェスター・シティに在籍していた頃に着けていた特別な番号であるという理由で「36」を選択した。

## 代表歴
U-20アルゼンチン代表として2011年1月、2011 南米ユース選手権に出場し2ゴールを挙げる活躍をした。

## タイトル
アテネ
- キペロ・エラーダス : 2015-16

リーベル・プレート
- スーペルコパ・アルヘンティーナ : 2017, 2019
- コパ・リベルタドーレス : 2018
- レコパ・スダメリカーナ : 2019
- リーガ・プロフェシオナル : 2021, 2023
- トロフェ・デ・シャンピオネス（英語版） : 2021